# 朱買臣
朱 買臣（しゅ ばいしん、? - 紀元前115年）は、前漢の人。字は翁子。会稽郡呉県の人。唐の『元和姓纂』巻二（四庫全書本）では、秦の章邯を捕らえた都昌侯の朱軫の子孫であるとする。

## 略歴
家が貧しかったが読書を好み、生産業に従事せず、薪を売って生活しており、薪を担いで歩きながら書を読んでいた。
妻もそれに同行したが、朱買臣が道で歌を歌うのを止めさせようとしても改まらず、余計に歌うようになったので、妻は恥じて離縁しようとした。朱買臣は「私は50歳になったら富貴な身分になるが、もう40歳以上になっている。お前は今までずっと苦労していたから、私が富貴になるのを待っていれば大いに報いようではないか」と言ったが、妻は「貴方と一緒にいてものたれ死ぬだけです。どうして富貴になれましょう」と怒ったので、朱買臣は離縁を許した。その後、朱買臣は独りで薪を背負いつつ歌を歌った。墓場で薪を拾っていた時に元の妻とその夫が困窮している朱買臣を見かけると、元の妻は朱買臣に食事を恵んでやった。
その後、朱買臣は上計吏に随行する卒となり、長安へ行った。そこで皇帝に上書したがなかなか返事がなかった。待つうちに食うものに困るようになったので、仲間の卒が食事を恵んでやった。
そんな折、同じ呉県の人間である荘助が朱買臣を推薦したため、武帝が召し出した。朱買臣は『春秋』について説き、楚詞について語った。武帝は大変喜んで朱買臣を中大夫に任命し、荘助と共に侍中とした。
その頃、武帝は朔方郡経営を始めていたが御史大夫公孫弘が反対していた。そこで武帝は朱買臣に反論させ、公孫弘は朱買臣に反論できず、西南夷と蒼海郡経営を止めて朔方に専念するよう武帝に進言し、認められた。
その後、罪があって罷免された。その間、会稽郡邸に寄宿していたが、しばらくしてまた召し出された。朱買臣は閩越がしばしば反乱していたのを見て、沢中に隠れる元の閩越王を撃破する策を進言し、武帝から会稽太守を拝命した。
朱買臣は太守を拝命すると、わざと元の衣服に着替え、太守の印綬を懐に隠して会稽郡邸を徒歩で訪れた。そこでは会稽の吏が宴会をしていたが、朱買臣には目もくれなかった。朱買臣も共に飲んだが、ある者が朱買臣の懐の綬に気づき、印を見ると太守の印章であった。一同は騒然となり、郡邸の庭中に整列した。
朱買臣は会稽郡へ着任すると、郡では民を使って道を清め、吏がこぞって送迎した。呉県に入ると、朱買臣は元の妻とその夫が道を清掃しているのを発見した。朱買臣は二人を車に乗せて太守の公舎に置いて食事を給したが、元の妻は一月ほどして自殺してしまったので、その夫に葬る費用を与えた。その他にもかつて恩があった者と会食し、その恩に報いた。
その後、詔を受けて兵を率いて横海将軍韓説らと共に東越を破り、功績があった。そこで元狩元年（紀元前122年）に召し出されて主爵都尉となった。数年後に罪があって罷免され、丞相長史となった。その頃、張湯が御史大夫であったが、朱買臣が侍中となった時には張湯はまだ小吏であった。また淮南王劉安らの謀反の際に張湯が荘助を死なせていたことから、朱買臣は張湯を恨んでいた。張湯は丞相の政務を代行する際には朱買臣を屈服させ、朱買臣もまた張湯と会う際には礼を尽くさなかった。朱買臣はいよいよ張湯を恨み、張湯の悪事を暴いて元鼎2年（紀元前115年）に自殺に追いやった。しかし朱買臣も武帝によって誅殺された。
朱買臣の子の朱山拊は郡太守となり、右扶風に至った。子孫に呉の朱桓がいる。